# Kriegerdenkmal Pödelist

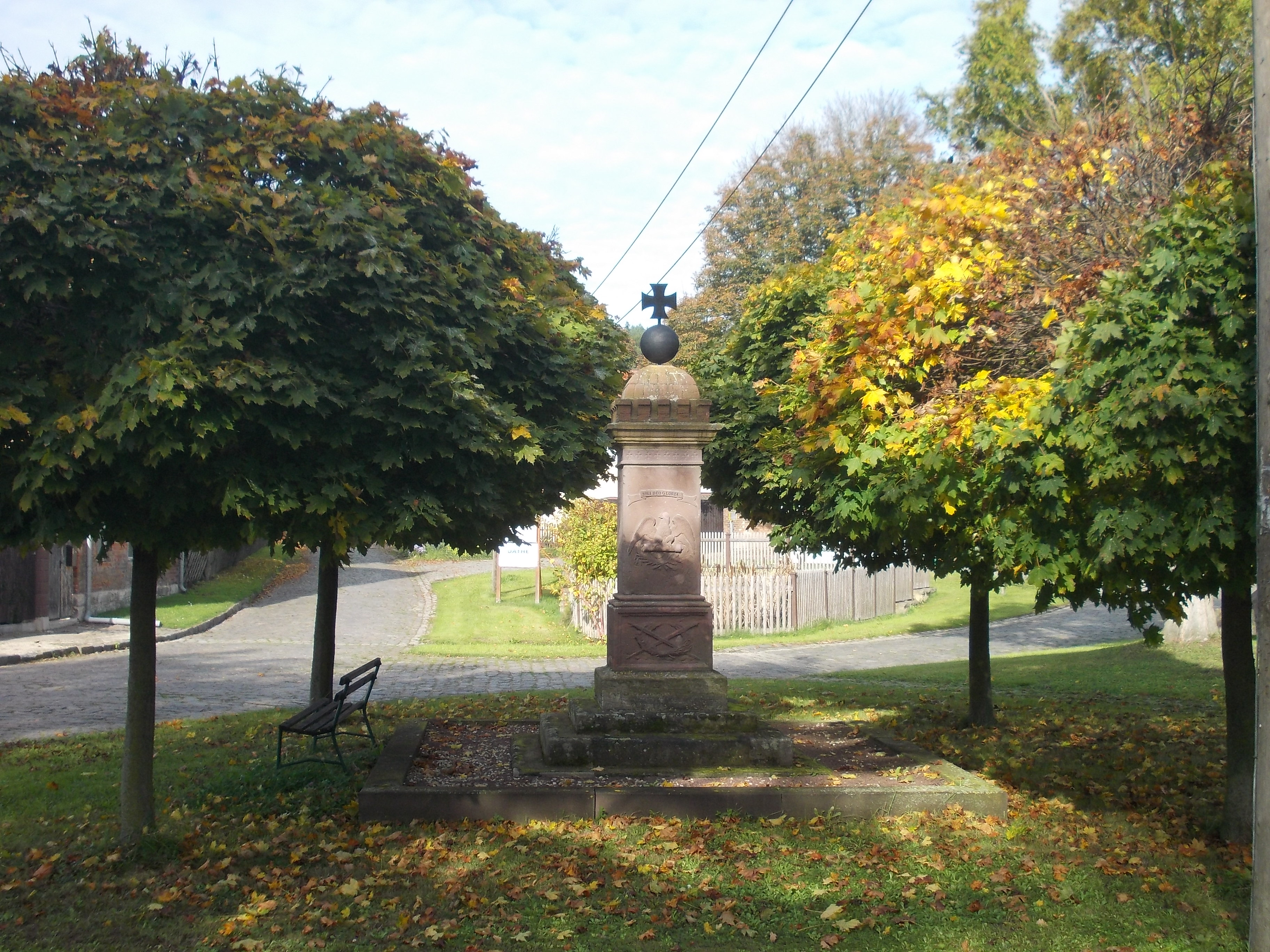
Kriegerdenkmal in Pödelist

Das Kriegerdenkmal Pödelist ist ein denkmalgeschütztes Kriegerdenkmal in der Ortschaft Pödelist der Gemeinde Freyburg in Sachsen-Anhalt. Im örtlichen Denkmalverzeichnis ist der Gedenkstein unter der Erfassungsnummer 094 82900 als Baudenkmal verzeichnet.
Bei dem Kriegerdenkmal Pödelist handelt es sich um eine Stele die auf einem Stufensockel steht. Die Stele wurde ursprünglich für die Gefallenen der Kriege von 1866 und 1870/71 errichtet. Später wurden die Daten um die Kriegsteilnehmer der beiden Weltkriege erweitert. Die Stele wurde mit einigen Reliefs, wie dem Reichsadler, verziert. Gekrönt wird die Stele von einer Kanonenkugel mit einem Eisernen Kreuz drauf. Die Inschrift auf der Vorderseite lautet SOLI DEO GLORIA (Allein Gott die Ehre). Die Inschrift auf der linken Seite ist den Eingezogenen des Krieges von 1866 und auf der rechten Seite denen des Krieges von 1870/71 gewidmet. Die Inschrift auf der Rückseite der Stele ist ein Nachruf und lautet Ernst Theuring dieser tapfre Held. Er weilt nicht mehr in dieser Welt. Sehr muthig focht in Böhmer Land In Frankreich treu für deutsches Land. In Trier ruht dieser muthige Krieger. Er kehrte nicht zurück als Sieger. Schlaf wohl in deinem kühlen Grab. Gott sende Ruh’ und Fried’ herab.

## Quelle
- Kriegerdenkmal Pödelist, abgerufen am 30. August 2017.